# 私生活のない女
『私生活のない女』（La Femmes Publique）は、1984年にフランスで作られた映画。
パリの裏町を舞台に、エキセントリックな映画監督と、彼に才能を見出された女優、女優と共に暮らすチェコ亡命者の3人の愛憎を描く。

## スタッフ
- 監督　アンジェイ・ズラウスキー
- 原作　ドミニク・ガルニエ
- 脚本　アンジェイ・ズラウスキー，ドミニク・ガルニエ
- 製作　ルネ・クライトマン
- 撮影　サッシャ・ヴェエルニー
- 音楽　アラン・ウィスニアック
- 美術　ボーダン・パクゾウスキー，クリスチャン・ジレ
- 編集　マリー・ソフィー・デュビュー

## 出演
- フランシス・ユステール：ルーカス
- ヴァレリー・カプリスキー：エセル
- ランベール・ウィルソン：ミラン
- パトリック・ボーショウ：エセルの父